# Antonin Sochnev
Antonin Nikolaïevitch Sochnev (russe : Антонин Николаевич Сочнев) (né le 14 juin 1924 à Ivanovo-Voznessensk en URSS - mort le 24 juin 2012 à Moscou) est un joueur et entraîneur de football soviétique (russe).
Il est surtout connu pour avoir terminé meilleur buteur du championnat d'URSS lors de la saison 1954 avec 11 buts (à égalité avec les joueurs Vladimir Iline et Anatoli Iline).

## Palmarès
Torpedo Moscou
- Meilleur buteur du championnat d'Union soviétique en 1954.
- Vainqueur de la Coupe d'Union soviétique en 1949.